# Henry Charles Sirr
Henry Charles Sirr (1807-1872) foi um advogado, diplomata e escritor britânico. Ele se formou no Trinity College, Dublin e tornou-se advogado no Lincoln's Inn, em Londres. Eventualmente, ele passou a servir no governo, trabalhando como advogado da Vice-Rainha do Circuito Sul do Ceilão (atual Sri Lanka) em meados do século XIX.
Ele era filho de Henry Charles Sirr, major da cidade de Dublin e Eliza D'Arcy. Seu irmão mais velho foi o Rev. Joseph D'Arcy Sirr.
Ele talvez seja mais conhecido por escrever Ceylon and the Cingalese, um livro publicado em dois volumes em 1850, cobrindo "sua história, governo e religião; antiguidades, instituições, receitas e capacidades da ilha; e um relato completo da rebelião tardia; com anedotas ilustrando os costumes do povo". O livro foi amplamente considerado como um relato autoritário da vida no Ceilão. Foi citado por Júlio Verne em seu clássico Vinte Mil Léguas Submarinas; no capítulo 2, o narrador do livro, professor Aronnax, diz ao leitor que, enquanto procurava uma descrição do Ceilão na biblioteca do capitão Nemo a bordo do Nautilus, "encontrou um livro de H.C. Sirr, intitulado Ceylon and the Cingalese".
Ele foi secretário da Comissão Anglo-Portuguesa de 1842 a 1843 e depois serviu como vice-cônsul britânico em Hong Kong em 1843. Ele descreveu suas experiências em outro livro, China and the Chinese, com o subtítulo: "Sua religião, caráter, costumes e manufaturas; os males decorrentes do comércio do ópio; com um olhar sobre nossa relação religiosa, moral, política e comercial com o país". O livro fornece informações contemporâneas importantes sobre a natureza do comércio de ópio e o contrabando endêmico que ocorreu na região do Rio das Pérolas.
Sirr, juntamente com Paul Ivy Sterling, foi um dos dois primeiros advogados admitidos a praticar na Suprema Corte de Hong Kong em sua primeira sessão em 1 de outubro de 1844.
Em 1859, ele conheceu e se casou com Louis Rix em Londres.